# Монтрёй-Жюинье
Монтрёй-Жюинье (фр. Montreuil-Juigné) — коммуна на западе Франции, регион Пеи-де-ла-Луар, департамент Мен и Луара, округ Анже, кантон Анже-4. Расположена в 5 км к северо-западу от Анже, в 5 км от автомагистрали А11. Через территорию коммуны протекает река Майен.
Население (2020) — 7 791 человек.

## Достопримечательности
- Шато Тибодьер
- Шато и парк Гионьер
- Городские дома в стиле неоготика

## Экономика
Структура занятости населения:
- сельское хозяйство — 0,5 %
- промышленность — 26,6 %
- строительство — 8,8 %
- торговля, транспорт и сфера услуг — 25,6 %
- государственные и муниципальные службы — 38,5 %

Уровень безработицы (2019) — 10,5 % (Франция в целом — 12,9 %, департамент Мен и Луара— 11,9 %). 

Среднегодовой доход на 1 человека, евро (2020) — 23 520 (Франция в целом — 22 400, департамент Мен и Луара — 21 790).

## Демография
Динамика численности населения, чел.

## Администрация
Пост мэра Монтрёй-Жюинье с 2018 года занимает Бенуа Коше (Benoît Cochet). На муниципальных выборах 2020 года возглавляемый им независимый список одержал победу в 1-м туре, получив 79,63 % голосов.
| Период | Период | Фамилия         | Партия                  | Примечания                               |
| ------ | ------ | --------------- | ----------------------- | ---------------------------------------- |
| 1977   | 1997   | Мишель Норе     | Социалистическая партия | учитель                                  |
| 1997   | 2001   | Адриен Мерсье   | Разные левые            |                                          |
| 2001   | 2014   | Бернар Витасс   | Социалистическая партия | инженер-экономист по строительству       |
| 2014   | 2018   | Стефан Пьеднуар | Республиканцы           | преподаватель математики, сенатор        |
| 2018   |        | Бенуа Коше      | Разные центристы        | старший советник по вопросам образования |

## Города-побратимы
- Камен, Германия

## Галерея

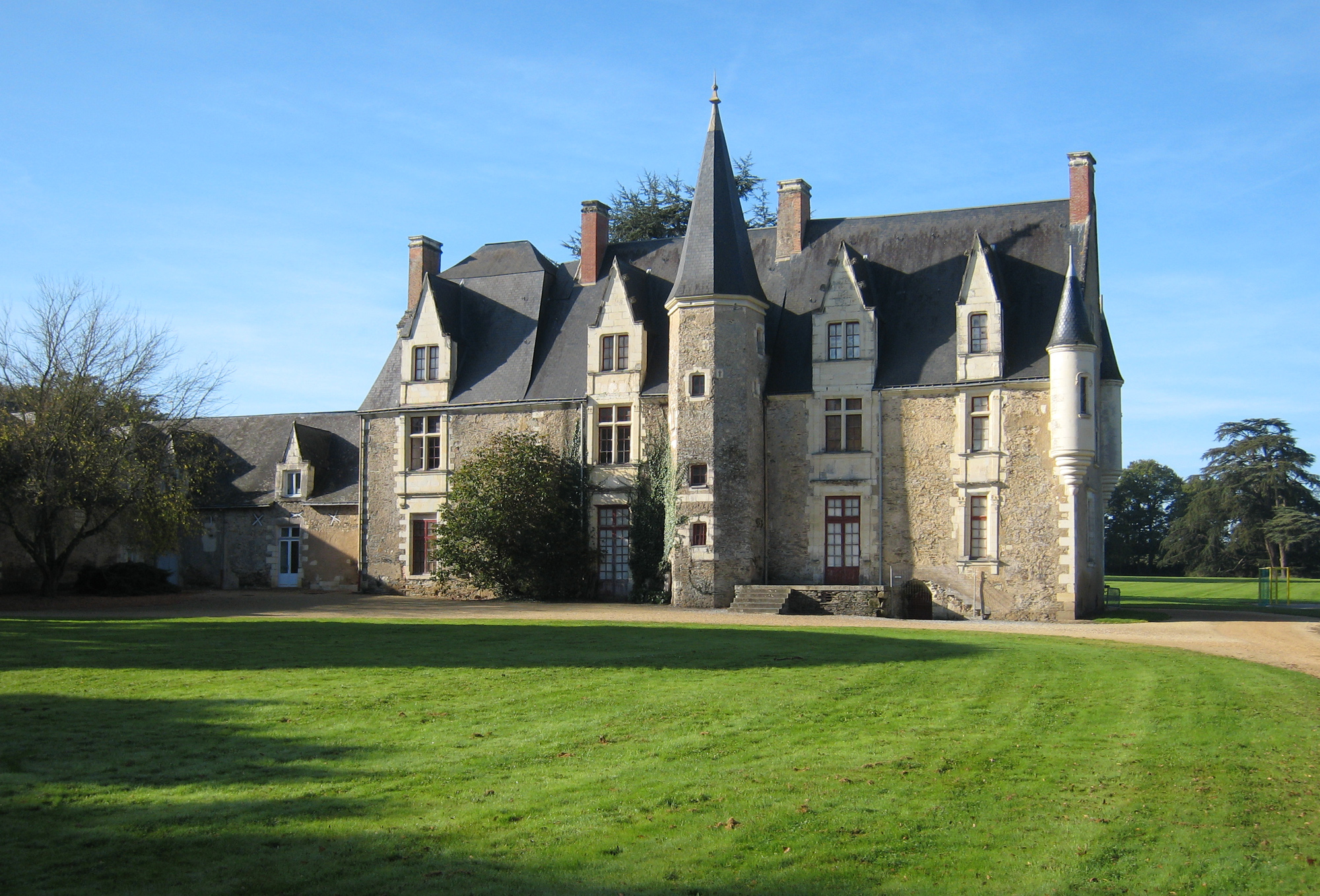
Шато Гионьер
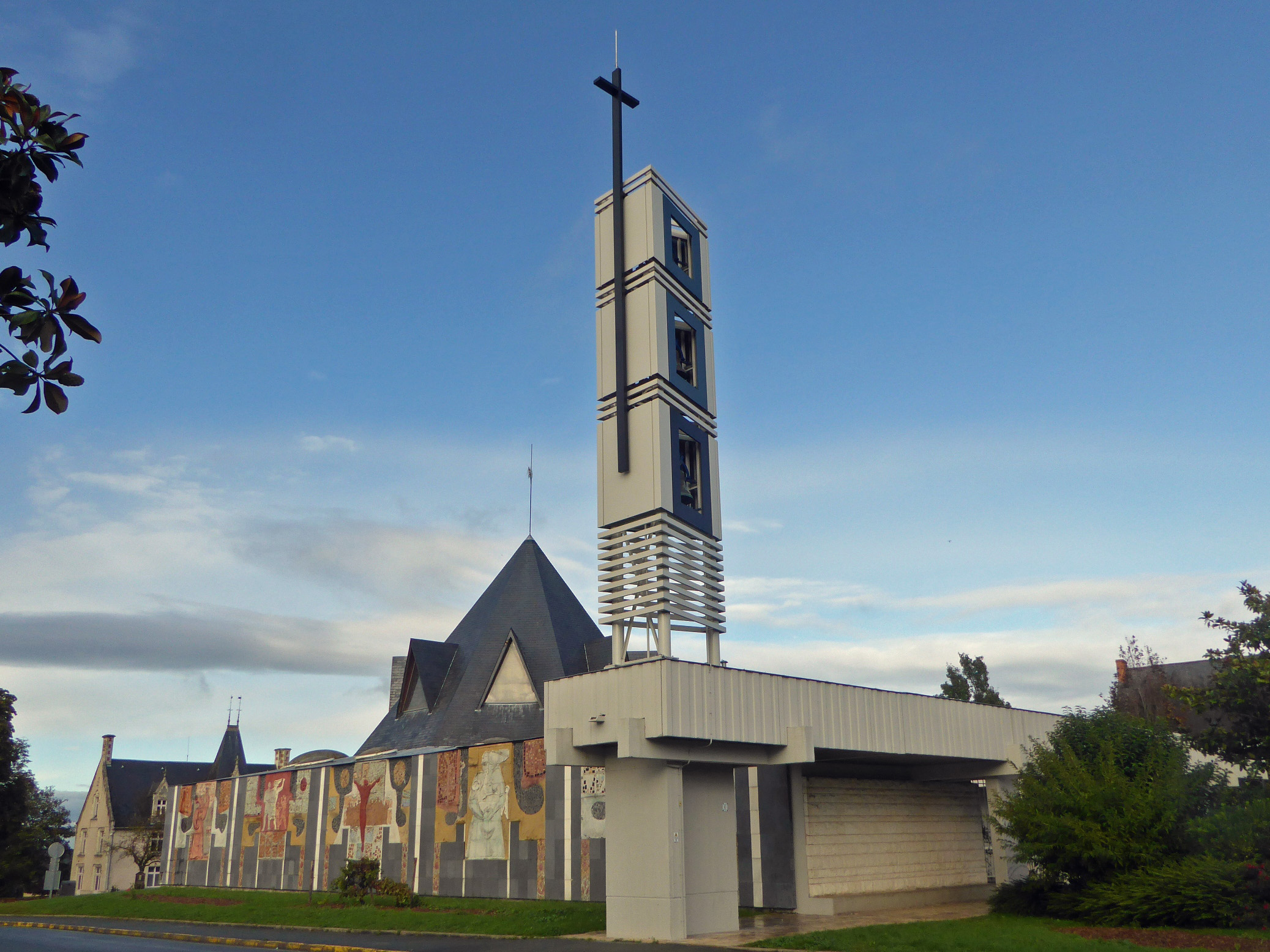
Церковь Святого Иоанна Крестителя
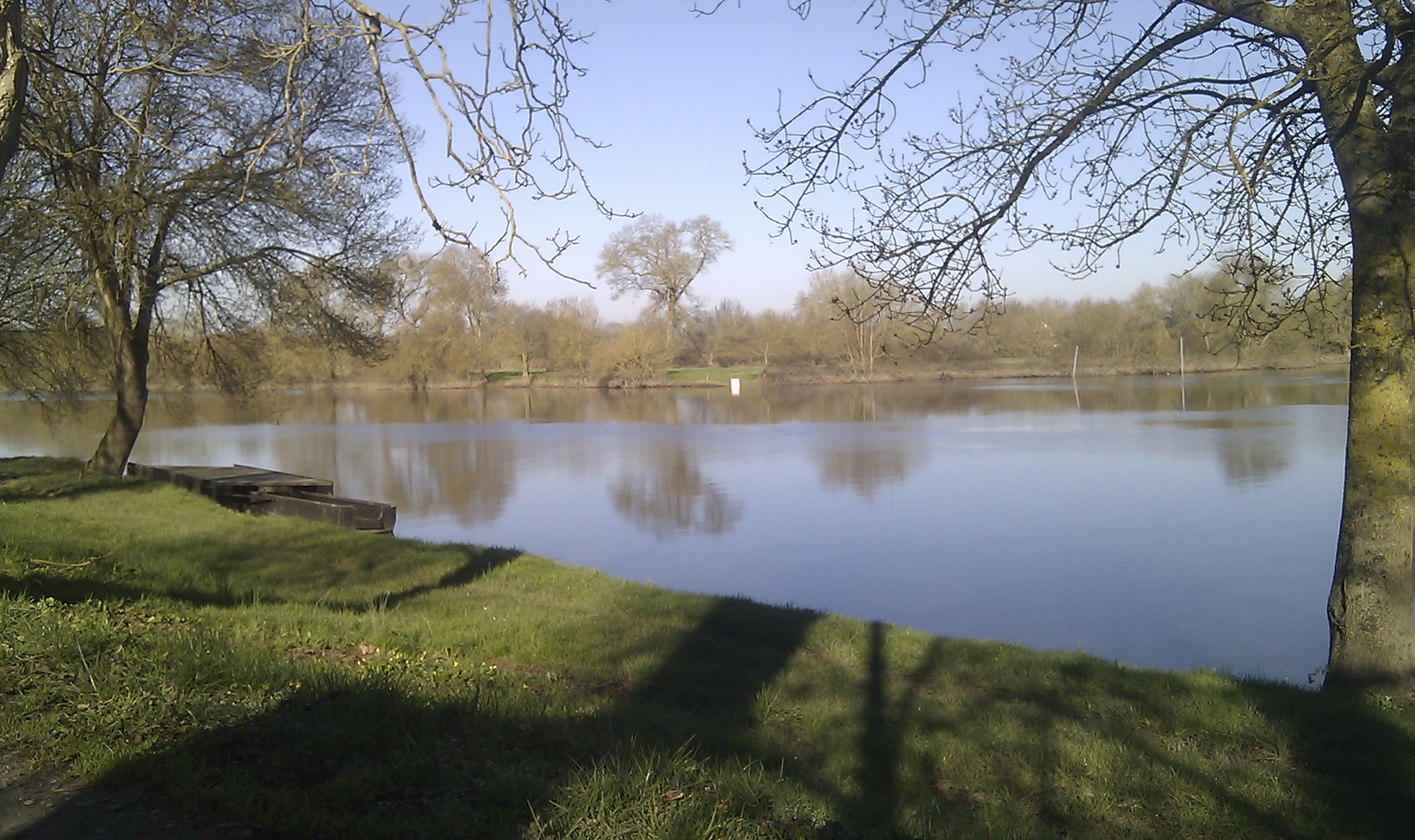
Река Майен в Монтрёй-Жюинье